# Gerda Gabriel

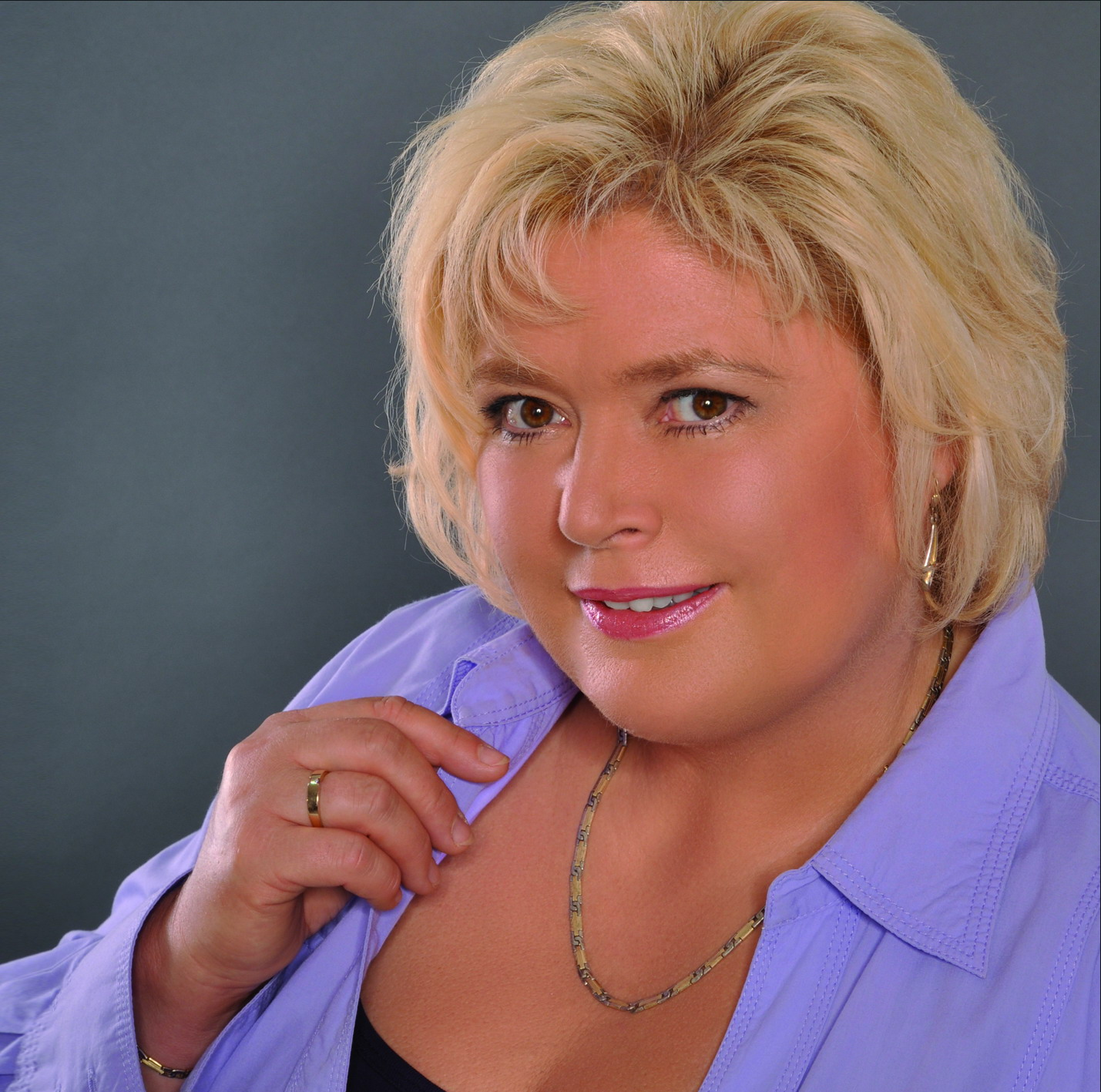
Gerda Gabriel, 2011

Gerda Gabriel (* 24. Januar 1956 in Könnern) ist eine deutsche Sängerin der Volksmusik- und Schlagerszene.

## Leben
Gerda Gabriel stammt aus einem musikalischen Elternhaus, lernte Trompete und Akkordeon, spielte im Fanfarenzug und sang im Schulchor. Sie belegte ein Verfahrenschemiestudium an der Martin-Luther-Universität Halle-Wittenberg. Später wechselte sie die Studienrichtung von der Verfahrenschemie zur Musik und studierte Gesang an der Hochschule für Musik Franz Liszt Weimar. 1979 wurde die TV-Show „Der Mann aus Colorado“ in Karl-Marx-Stadt produziert und Dean Reed holte Gerda Gabriel in seine Show.
Es folgten Fernsehauftritte bei Schlagerstudio, Schlagerlotto, Oberhofer Bauernmarkt, Musik - die ihnen Freude bringt, Ein Kessel Buntes, Bong, Berlin - Journal, Musik und Snacks vom Hafen. Die Sängerin erhielt den „Silbernen Bong“ mit dem Titel „Wieder und wieder“.
1990 erfolgte eine Produktion bei Bogner Records. 1991 wurde Gabriel zur Musikantenkönigin gewählt mit dem Titel „Die Heimat darfst du nie vergessen“. 1992 folgte eine CD-Produktion bei Bogner Records „Fliege mit mir“. Als Jahressieger in der Schlagerhitparade MDR 1 Sachsen/Anhalt mit dem Titel „Fahre mit mir nach Venezia“ hatte sie Rundfunkpräsenz in Deutschland, Frankreich, Schweiz, Österreich, Polen.
1995 folgte die Erarbeitung einer Kindershow - neue Kinderfigur „Susi Sause“. 1997 war eine CD-Produktion bei Tyrolis „Heimat“ und die Fernsehsendungen beim MDR: „Alles Gute“ mit dem Titel „Fahre mit mir nach Venezia“, „Einfach raus“ (Susi Sause), „Thüringen Privat“.
1998 folgte ein Auftritt mit dem Titel „Heimweh nach Thüringen“ bei Carmen Nebel in der Sendung Musik für Sie, Achims Hitparade (Musikantenkönigin mit dem Titel „Heimweh nach Thüringen“), „Musikantenkaiser“. 1999 bekam sie den Herbert-Roth-Preis für künstlerisches Schaffen bei „Achim's Hitparade“ (Musikantenkönigin mit dem Titel „Ich komme wieder Saaletal“). 2000 erschien eine CD „Wenn du für mich ein Herz hast“, Produktion bei Tyrolis.
2001 wurde sie zum vierten Mal in „Achim’s Hitparade“ zur Musikantenkönigin gewählt mit dem Titel „Abendglocken der Heimat“. Es folgte eine Moderation des Tourneeprogrammes „Das große Wunschkonzert der Volksmusik“, das mit eigenen Programmen in Deutschland unterwegs war. Außerdem bekam sie einen 3. Platz Musikantenkaiserwahl im MDR mit dem Titel „Abendglocken der Heimat“, Jahressieger bei MDR 1 Radio Thüringen, CD-Produktion bei Tyrolis „Frohe Weihnacht und ein glückliches neues Jahr 2002“. 2002 erfolgte die Moderation des Tournee - Programms „Das große Wunschkonzert der Volksmusik“ in verschiedenen Städten als Künstlerin des Monats beim Radiosender „Radioherz“ in Toronto. 2003 war die Moderation „Das Superwunschkonzert der Volksmusik 2003“ und eine Tournee nach Chicago. 2004 setzte sich die Tournee nach Chicago fort. Bei der Fernsehsendung „wieder mal zu Hause“ vom mdr war sie dabei. 2005 folgten Tourneen durch Österreich, Deutschland und Polen.
2006 feierte Gerda Gabriel ihr 30-jähriges Bühnenjubiläum. Sie war in verschiedenen Fernsehsendungen zu Gast „Ramona“, „Gute Unterhaltung“, „Das Wandern ist des Sängers Lust“ vom mdr und in der „Musikantenscheune“ der ARD.
2007, 2008 und 2009 folgten weitere Auftritte in Polen, Kroatien, Wien, Budapest und Florida. In Fernsehsendungen wie „Zauberhafte Heimat“, „Musikantendampfer“, „Mitteldeutschland singt“, „Rechts und links vom Rennsteig“ und viele mehr.
2009 hatte sie einen Auftritt beim Generationstreffen in Szczedryzyk in Polen und einen großen Auftritt in Erfurt vor Bundeskanzlerin Angela Merkel (mit dem Titel: „Simply The Best“).
2010 war Gerda Gabriel Stargast bei einem Galaevent in Valletta, der Hauptstadt von Malta, nahm am Hörertreffen in Rostock vom Sender „Radio Herz“ - Toronto-Kanada, teil. Sie produzierte ihre neue CD „Grenzenlose Sehnsucht“ und war zu Gast in der Fernsehsendung „Andy’s Musikparadies“ (Volksmusik TV).
Sie wurde Siegerin in der Live-Sendung der „Weiß-Blauen“ Hitparade der Innsalzach Welle mit dem Titel „Papa Papst“ (im Vorfeld des Papstbesuches in Deutschland 2011).
2011 stellte sie in zahlreichen Radiosendern ihre neue CD vor, gastierte in Fernsehsendungen wie „Alles Gute“ oder „hier ab vier“ beim mdr.
Gabriel ist 2019 Bestandteil der neuen RTL Television Show Schlager sucht Liebe.
Ihr 40. Show-Jubiläum begeht Gabriel im Jahr 2019 mit der Doppel-CD Liebe, Liebe, Liebe... meine 40 schönsten Lieder.

## Alben
- 1993: Fliege mit mir
- 1998: Heimat
- 2000: Wenn du für mich ein Herz hast
- 2001: Frohe Weihnachten und ein glückliches Jahr 2002
- 2005: Rosenzeit
- 2010: Grenzenlose Sehnsucht
- 2019: Das Beste von Gerda Gabriel - Liebe, Liebe, Liebe...meine 40 schönsten Lieder (Doppel-CD)

## Singles (Auswahl)
- 1993: Fliege mit mir
- 2003: Nimm es so, wie es kommt
- 2010: Papa Papst